# Norton Lindsey
Norton Lindsey – wieś i civil parish w Anglii, w hrabstwie Warwickshire, w dystrykcie Warwick. Leży 7 km na południowy zachód od miasta Warwick i 135 km na północny zachód od Londynu. W 2011 roku civil parish liczyła 326 mieszkańców.